# Enriqueta de Landaeta
Enriqueta de Landeta foi uma professora venezuelana. Landeta era uma ativa sufragista e defensora do ensino para as mulheres. De 1936 a 1938 foi a diretora da Escola Federal de Jesús María, Sifontes em Guaicaipuro, uma das primeiras escolas primárias acessíveis para meninas em 1917. Em 1947, residia em Caracas e lecionava História, Geografia e História Americana, o que continuou fazendo até pelo menos 1955. Em 1959, com a fundação do Liceu de Santiago, Landeta tornou-se assistente do diretor. A escola, localizada em Caracas, foi uma das primeiras instituições que ofertavam curso de Bacharelado em Ciência graus para as mulheres. Em 1947, Landeta participou do Primer Congreso Interamericano de Mujeres, que foi uma conferência de mulheres patrocinada pela Liga Internacional de Mulheres pela Paz e Liberdade (WILPF) para promover o diálogo das mulheres no mundo dos negócios e o reconhecimento de seus direitos civis.